# Theologie im Fernkurs

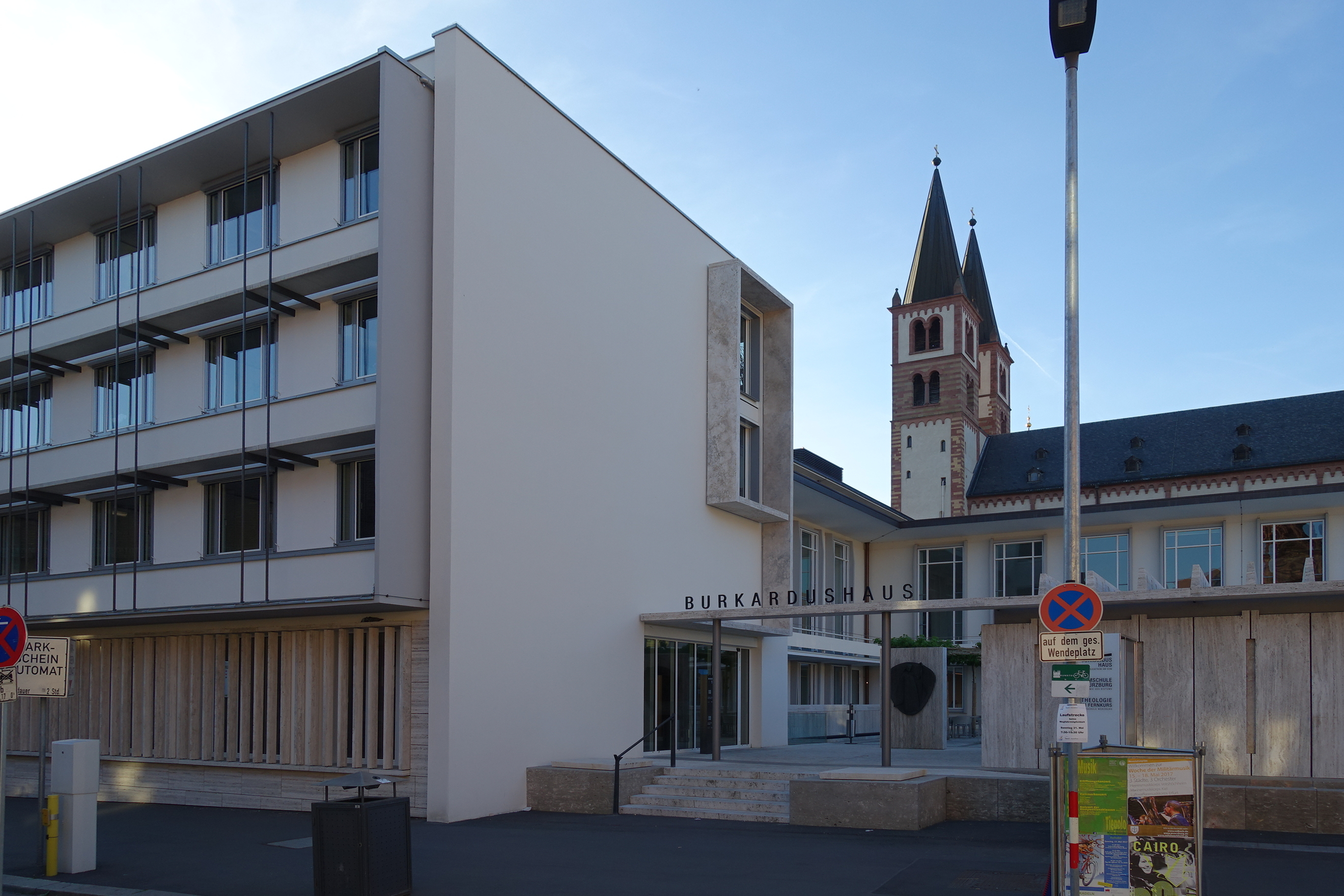
Sitz von Theologie im Fernkurs, Am Bruderhof 1

Theologie im Fernkurs bietet mit Auftrag der Deutschen Bischofskonferenz Kurse im Fernstudium an und hat innerhalb der römisch-katholischen Kirche den „Status einer Kirchlichen Arbeitsstelle für Fernstudien“. Die Kurse Basiswissen, Grundkurs und Aufbaukurs Theologie sind offen für alle und ohne Abitur sowie auch ohne Kirchenmitgliedschaft zugänglich. Über die berufsqualifizierenden Kurse Pastoraltheologischer Kurs und Religionspädagogischer Kurs ist bei Zugehörigkeit zur römisch-katholischen Kirche eine Ausbildung für kirchliche Berufe in Schule und Gemeinde möglich. Die theologische Ausbildung zum Ständigen Diakonat erfolgt ebenfalls über Theologie im Fernkurs.

## Geschichte
Die Deutsche Bischofskonferenz hat nach dem Zweiten Vatikanischen Konzil (1962–1965) die Domschule Würzburg beauftragt, für alle Diözesen der römisch-katholischen Kirche in Deutschland theologische Fernkurse für Laien anzubieten. Sie sollten gemäß dem „Dekret über das Laienapostolat Apostolicam actuositatem“ für ihren Auftrag an der Sendung durch die Kirche auch eine entsprechende theologische Qualifizierung erhalten. Im Mai 1970 begann der Würzburger Fernkurs mit 714 Teilnehmern.
Der endgültige Beschluss über die Einführung von Theologie im Fernkurs wurde auf der Herbstvollversammlung der Deutschen Bischofskonferenz, die vom 22. bis 25. September 1969 in Fulda stattfand, gefasst und lautet: „Die Vollversammlung beauftragt die Domschule Würzburg endgültig mit der Einführung des grundsätzlich bereits gutgeheißenen theologischen Fernkurses für Laien in Deutschland“.
Seitdem schrieben sich jährlich ca. 800 Frauen und Männer aus unterschiedlichen Berufs- und Altersgruppen in die verschiedenen Kurse ein. Insgesamt konnte Theologie im Fernkurs bisher über 60.000 Kurseinschreibungen verzeichnen. Für das Jahr 2023 wurden über alle Kurse verteilt 1100 Teilnehmer gezählt.

## Profil / Kurse / Kosten
Theologie im Fernkurs ist ein Arbeitsbereich der Domschule Würzburg. Rechtsträger ist die Diözese Würzburg (KdöR). Das Motto von Theologie im Fernkurs lautet „Mehr vom Glauben wissen“. Die Teilnehmenden sollen lernen, den christlichen Glauben in seiner geschichtlichen Entwicklung und seiner Bedeutung für das Leben heutiger Menschen zu verstehen. Das Kurs- und Studienangebot orientiert sich dabei an den Erkenntnissen der gegenwärtigen katholischen Theologie im deutschsprachigen Raum. Autorinnen und Autoren der Lehrmaterialien sowie Lehrende kommen von theologischen Fakultäten deutscher Universitäten. Theologie im Fernkurs ist Mitglied im Bundesverband der Fernstudienanbieter. Die Kurse sind von der Staatlichen Zentralstelle für Fernunterricht (ZFU) zugelassen.
Während für Kurse wie „Basiswissen Theologie“ oder „Grundkurs Theologie“ eine „Zugehörigkeit zur katholischen Kirche [...] nicht notwendig“ ist, wird diese Zugehörigkeit bei Kursen für Berufe, die mit einer Beauftragung durch eine römisch-katholische Arbeitsstelle (Missio canonica) verbunden sind, vorausgesetzt.  Über letztgenannte Fernkurse kann man sich dann z. B. für den Ständigen Diakonat oder für den Dienst als Religionslehrer/in oder Gemeindereferent/in qualifizieren. In allen Bereichen arbeitet Theologie im Fernkurs mit den Diözesen der römisch-katholischen Kirche in Deutschland zusammen.
Theologie im Fernkurs bietet Kurse an, die aufeinander aufbauen:
Theologische Grundlagenkurse
- Basiswissen Theologie
- Grundkurs Theologie
- Aufbaukurs Theologie

Berufsqualifizierende Kurse (innerhalb der römisch-katholischen Kirche)
- Religionspädagogischer Kurs
- Pastoraltheologischer Kurs
- Theologisches Propädeutikum für das Studium des Kanonischen Rechts (in Kooperation mit dem Klaus-Mörsdorf-Studium für Kanonistik an der Ludwig-Maximilians-Universität München und dem Institut für Kanonisches Recht an der Universität Münster)
- Fernstudium Katholische Religionslehre in Bayern

Wie für derartige Fernunterricht-Angebote üblich, fallen auch bei der Aufnahme oben genannter Kurse Kosten bzw. Gebühren an, die jeweils auf den Webseiten dieses Anbieters dazu unter „Kursgebühren“ aufgeführt werden und sich (Stand: 01/2025) zwischen 270 und 700 Euro pro Kurs bzw. im Fall des Theologischen Propädeutikums für das Studium des Kanonischen Rechts für die Dauer von vier Semestern auf insgesamt 1200 Euro belaufen können.

## Studienorganisation
Lehrbriefstudium
Das Studienmaterial, bestehend aus fernstudiendidaktisch aufbereiteten Lehrbriefen, ist zentraler Bestandteil des Fernstudiums. Die Inhalte der Lehrbriefe werden in erster Linie im Selbststudium erarbeitet. Zumeist sind die Lehrbriefe bei Theologie im Fernkurs von Universitätsprofessoren aus dem deutschsprachigen Raum verfasst worden und zeigen das Spektrum der gegenwärtigen katholischen Theologie. Jeder Kurs umfasst 24 Lehrbriefe mit durchschnittlich 80 Seiten. Als niedrigschwelliger Einstieg umfasst der Kurs  Basiswissen Theologie nur 9 Lehrbriefe.
Digitale Studienbegleitung
Unterstützt wird das Fernstudium durch eine Online-Lernplattform. Die Studienangebote sind im Sinn eines Blended-Learning Konzepts auf der Lernplattform abgebildet. Verschiedene digitale Elemente begleiten das Selbststudium zu Hause:
- Online-Seminare
- Übungen zu den Studieninhalten
- Forum zum Austausch über Studieninhalte und Organisation
- digitale Studienmaterialien
- virtuelle Begleitung zu Präsenzveranstaltungen

Studienveranstaltungen
Ein weiterer Bestandteil des Fernstudiums sind Studienveranstaltungen in Präsenz für gemeinsamen Austausch und Diskussionen. Diese Studienveranstaltungen finden an verschiedenen Orten Deutschlands statt und werden von Experten verschiedener theologischer Disziplinen inhaltlich gestaltet.
Begleitzirkel vor Ort
Viele Diözesen der römisch-katholischen Kirche in Deutschland bieten zur Unterstützung der Fernstudierenden Begleitzirkel vor Ort an. Unter Anleitung von theologisch qualifizierten Mitarbeitenden werden Lehrbriefe besprochen und Fragen erörtert. Diese Treffen fördern die theologische Sprachfähigkeit der Studierenden. Ferner gibt es die Möglichkeit, an einem Online-Begleitzirkel teilzunehmen.

## Onlinemagazin Fernblick
Theologie im Fernkurs gibt zweimal im Jahr das Onlinemagazin Fernblick heraus. Das Magazin informiert rund um das theologische Fernstudium und umfasst theologische Fachartikel, Beiträge über Neuerungen im Kursangebot und E-Learning, Berichte von Studienveranstaltungen, Personalia sowie Empfehlungen für die eigene Lektüre. Außerdem wird über Ereignisse in einzelnen Diözesen der römisch-katholischen Kirche in Deutschland und über Gruppen, die mit Theologie im Fernkurs verbunden sind, berichtet.